# Furesø kommun

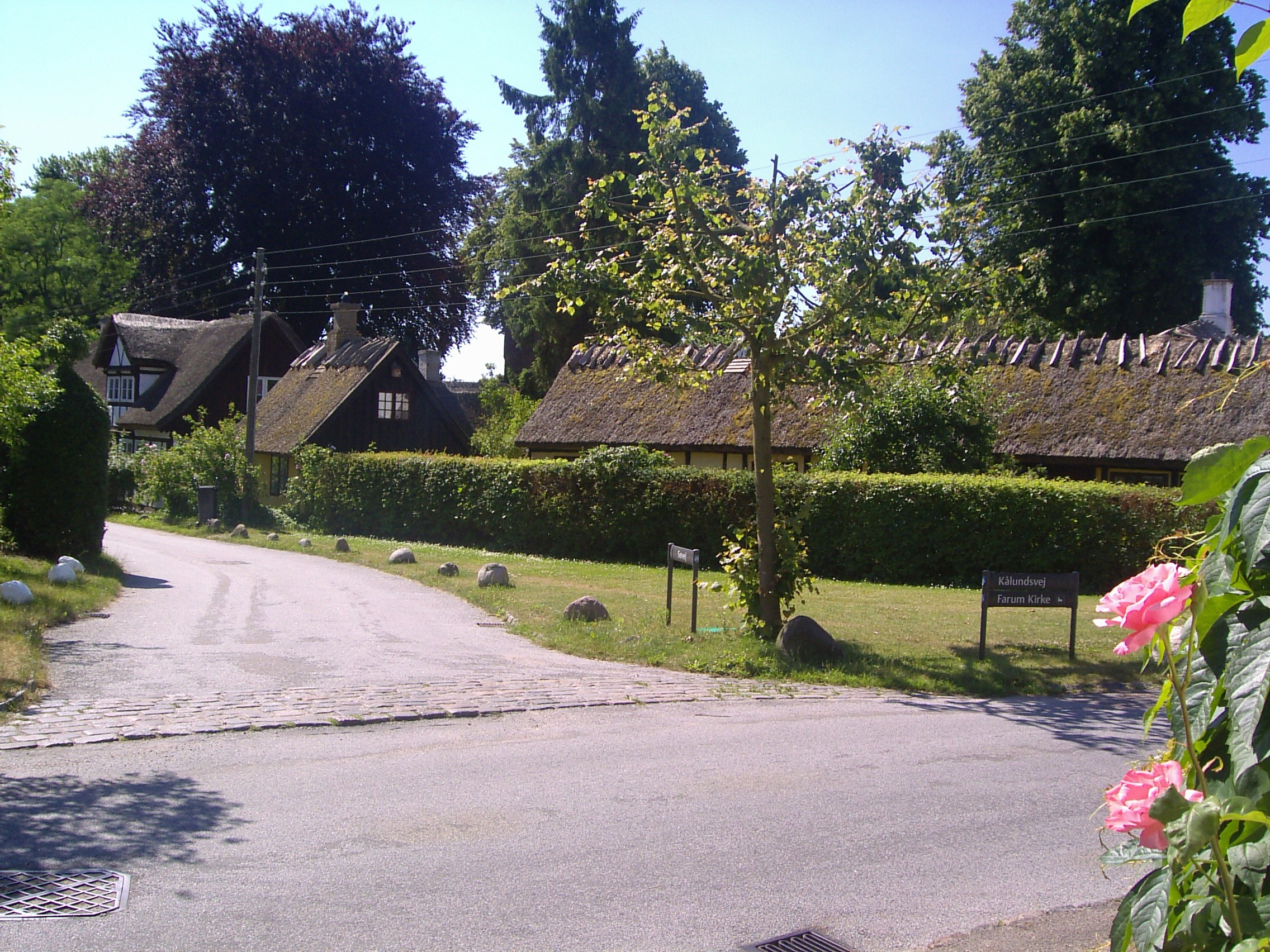
Farums gamla by

Furesø kommun är en dansk kommun på norra Själland i Region Hovedstaden.

## Administrativ historik
Furesø kommun bildades vid danska kommunreformen 2007 och har fått sitt namn efter insjön Furesø. Kommunen är en sammanslagning av de tidigare kommunerna Farums kommun som tillhörde Frederiksborgs amt och Værløse kommun som tillhörde Köpenhamns amt.
Ingen kommun ville gå ihop med Farums kommun på grund av Farumskandalen och Farums dåliga ekonomi. Både Værløse och Farum var emellertid för små (under 20 000 invånare vardera) för att fortsätta ensamma. De tvingades samman av förlikningsparterna, dock med en ekonomisk kompensation på 50 miljoner kronor om året fram till 2021.
I mars 2007 beslutades det att en del av flygstationen i Værløse skulle bevaras, som en del av den ekonomiska kompensationen för Farumskandalen.

## Geografi
Furesø kommun gränsar i öster till Rudersdals, Lyngby-Taarbæks och Gladsaxe kommuner. I söder ligger Herlevs och Ballerups kommuner, i väster Egedals kommun och i norr Allerøds kommun.
S-banestationerna Hareskov, Værløse och ändstationen Farum ligger i kommunen.

## Politik
Kommunstyrelsen i Furesø kommun har 25 medlemmar. Den tidigare borgmästaren i Værløse kommun, Jesper Bach (V), valdes till kommunens första borgmästare.

### Borgmästare
- Jesper Bach, Venstre, 1 januari 2007–31 december 2009
- Ole Bondo Christensen, Socialdemokratiet, 2010–

Denna lista hämtas från Wikidata. Informationen kan ändras där.